# Charles Ingram

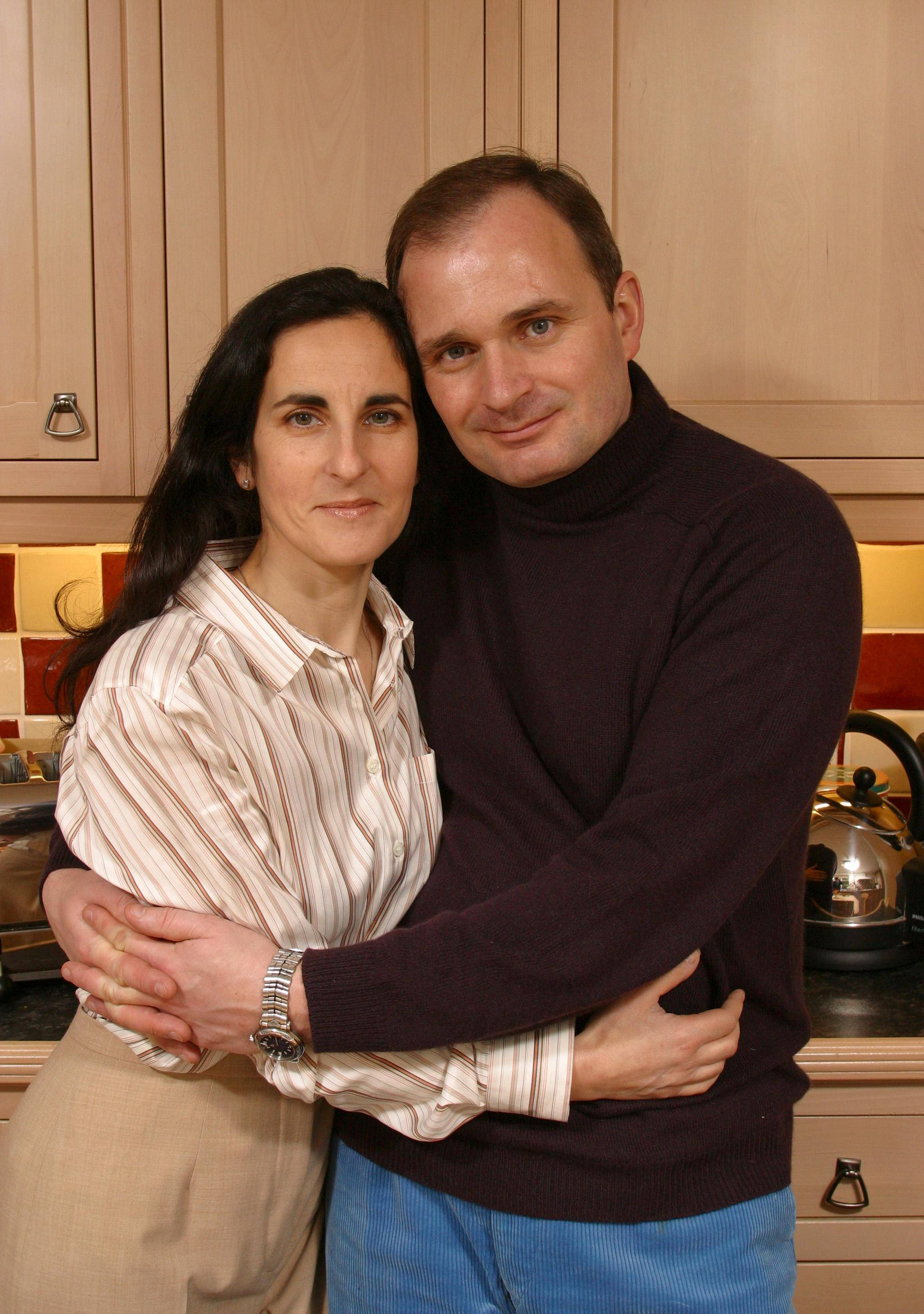
Charles Ingram mit seiner Frau Diana

Charles William Ingram (* 6. August 1963 in Shardlow, Derbyshire) ist ein ehemaliger britischer Major, der 2001 als Betrüger in der Quizshow Who Wants to Be a Millionaire? bekannt wurde. Nach dem Skandal, der als Major Fraud oder Coughing Scandal („Hustskandal“) in die Geschichte der Fernsehsendung einging, wurde er aus der Army entlassen und wirkte kurzzeitig als Schriftsteller.

## Leben
Charles Ingram stammt aus dem Dorf Shardlow in der mittelenglischen Grafschaft Derbyshire. Er besuchte die renommierte Oswestry School in Shropshire. 1986 wurde er als Kadett der Militärakademie Sandhurst als Offizier auf Probe in die Truppe der Royal Engineers aufgenommen. Nach Beförderungen zum Captain (1990)
und zum Major (1995) diente er in Nordirland und ab Februar 2000 sechs Monate auf der NATO-Friedensmission in Bosnien.
Zum Zeitpunkt seines Quizshow-Betrugs lebte er mit seiner Frau Diana, einer Erzieherin, und drei gemeinsamen Töchtern in einem Landhaus in Easterton in der Grafschaft Wiltshire.
Nach dem Ende seiner militärischen Laufbahn versuchte sich Ingram als Schriftsteller und veröffentlichte seinen ersten Roman The Network im April 2006. Sein zweiter Thriller Deep Siege erschien im Oktober 2007. Danach half er seiner Frau beim Verkauf von handgemachtem Schmuck an Kunsthandwerksständen.

## Skandal

### Auftritt inWho Wants to Be a Millionaire?
Große Bekanntheit erlangte Ingram im Rahmen der beliebten ITV-Quizshow Who Wants to Be a Millionaire?. Vor ihm hatten bereits seine Frau und sein Schwager an der Show teilgenommen und jeweils 32.000 Pfund gewonnen. Am 9. September 2001 fand er sich selbst für eine Aufzeichnung der Sendung im Studio ein und schaffte es nach der Auswahlaufgabe auf den „Hot seat“ gegenüber von Moderator Chris Tarrant. Die Beantwortung der ersten sieben Fragen (bis inklusive 4000 Pfund) verlief unauffällig, Ingram benötigte allerdings zwei Joker. Danach ertönte das Schlusssignal und die Aufzeichnung wurde am folgenden Tag fortgesetzt. An Tag zwei spielte sich der Major sukzessive nach oben, indem er die richtigen Lösungen nach teilweise langen Überlegungen scheinbar erriet. Besonders mit den Fragen 10 (32.000 Pfund) und 14 (500.000 Pfund) hatte er seine Probleme, entschied sich letztlich aber jeweils richtig. Am Ende war er der dritte Kandidat in der Geschichte der britischen Ausgabe, der den Hauptgewinn in Höhe von einer Million Pfund – zum Zeitpunkt der Aufzeichnung rund 1,63 Millionen Euro – erzielen konnte. Tarrant gratulierte Ingram mit den Worten, er sei der „unglaublichste Kandidat“, mit dem er je gespielt habe.
Bereits während der Aufzeichnung waren bei Mitarbeitern der Sendung Zweifel am Kandidaten aufgekommen, weshalb Ingram schon am nächsten Tag vom Geschäftsführer telefonisch von den festgestellten „Unregelmäßigkeiten“ unterrichtet wurde. Ihm wurde vorgeworfen, gemeinsam mit seiner im Publikum sitzenden Frau und einem weiteren Kandidaten namens Tecwen Whittock, betrogen zu haben. Vor allem letzterer soll dem Major durch falsches Husten mehrfach korrekte Antworten signalisiert haben, während er diese laut aussprach. Whittock nahm unmittelbar nach Ingram in der Mitte Platz, erspielte jedoch lediglich 1000 Pfund. Aufgrund der Anschuldigungen und zeitlichen Überschneidung mit den Terroranschlägen des 11. Septembers wurde die Sendung zunächst nicht ausgestrahlt. Auch die Auszahlung des Preisgeldes wurde ausgesetzt. Im November 2001 wurden Charles und Diana Ingram sowie deren mutmaßlicher Komplize Whittock, Universitätsdozent aus Cardiff, schließlich festgenommen.

### Prozess und Verurteilung
Der fünfwöchige Prozess wegen Betrugs fand im März und April 2003 statt. Mithilfe eines Audioexperten konnte die Staatsanwaltschaft im Zusammenhang mit richtigen Antworten des Majors 19 signifikante Huster auf den Bandaufnahmen der Studiomikrofone feststellen. Alle seien aus der Richtung Tecwen Whittocks gekommen. Besonders auffällig sei jedoch ein deutlich vernehmbares „No!“ in Kombination mit einem Huster, das Ingram von der falschen Antwort bei Frage 14 abbringen sollte. Die Polizei ging davon aus, dass die Ingrams zunächst einen komplexeren Plan mit Pagern angedacht, letztlich aber verworfen hatten. Direkt nach der Sendung kam es angeblich zu einem heftigen Streit des Ehepaars, was Spekulationen nährte, Charles hätte den Sitz mit einem unauffälligeren, niedrigeren Gewinn verlassen sollen. Als Motiv für den Betrug sah das Gericht private Schulden in Höhe von 50.000 Pfund. Alle drei bestritten die Vorwürfe vehement. Der Major erhob sogar eine Zivilklage gegen den Sender und forderte seinen Hauptgewinn ein. Der Mitangeklagte Whittock, der schon mehrmals erfolglos an verschiedenen Quizformaten teilgenommen hatte und dabei auch Diana Ingram begegnet war, gab an, ihren Mann nie zuvor gesehen zu haben.
Das Gericht verurteilte beide Ingrams schließlich zu einer achtzehnmonatigen Bewährungsstrafe sowie einem Bußgeld in Höhe von je 15.000 Pfund und einer Prozesskostenbeteiligung von je 10.000 Pfund. Whittock erhielt eine einjährige Bewährungsstrafe und eine etwas mildere Geldstrafe. Die Bewährungsfrist wurde bei allen drei Verurteilten auf 2 Jahre festgesetzt. Der Richter, der von einem „schäbigen Schuljungentrick“ sprach, sah nur von einer Gefängnisstrafe ab, um die Eltern nicht von ihren Kindern zu trennen.
In der Folge musste Ingram die Army Ende August nach 17-jähriger Dienstzeit verlassen. Er wurde in den Ruhestand versetzt, durfte aber seinen Rang und Pensionsanspruch behalten. Sein Haus in Easterton verlor er an die Army, der er es zwischenzeitlich vermietet hatte.
Zusätzliche finanzielle Probleme bescherte ihm ein Versicherungsbetrug in Höhe von 32.000 Pfund, nachdem er angegeben hatte, aus seinem Haus seien während eines Familienurlaubs antike Möbel gestohlen worden.

## Rezeption
Unter dem Titel Millionaire: A Major Fraud entstand eine Fernsehdokumentation in Spielfilmlänge, die nach Prozessende im Frühling 2003 erstmals ausgestrahlt wurde. Zu Wort kommen unter anderem Chris Tarrant sowie Mitarbeiter des Produktionsteams und andere Augenzeugen. Die Huster erscheinen für den Zuseher besonders laut, da sie akustisch isoliert wiedergegeben werden. Mit 17 Millionen TV-Zuschauern erzielte sie landesweit die beste Einschaltquote einer Nichtunterhaltungssendung seit dem Begräbnis von Prinzessin Diana fast sechs Jahre zuvor.
In den folgenden Jahren wurde der Vorfall, den ein Autor „grotesk in seiner Dummheit, tragisch in seinem Kontext und urkomisch in seiner Ausführung“ nannte, von der britischen Presse immer wieder aufgegriffen. Nicht zuletzt aufgrund weiterer Fernsehauftritte hielt Charles Ingram als „coughing major“ („hustender Major“) Einzug in die TV-Folklore, was insoweit ein falsches Bild war, als er selbst ja gar nicht derjenige war, der während der Sendung gehustet hatte. Unter anderem war er in Wife Swap, der Kochshow Hell’s Kitchen mit Gordon Ramsay und dem Morgenmagazin This Morning zu sehen, in dem er sich einer Reinkarnationstherapie unterzog. Daneben mehrten sich Stimmen, die Ingrams Schuld anzweifeln. Zwei Journalisten veröffentlichten 2015 ein Buch, in dem sie den Auftritt des Kandidaten in der Quizshow detailliert aufarbeiten und einige Argumente für seine Unschuld anführen.  So sei etwa ein Manager als Zeuge der Anklage aufgetreten, der sich während Ingrams Auftritt nicht im Studio befunden hatte, und die Aufnahme sei erst nach fast einem Jahr der Polizei übergeben worden. Außerdem bringen sie eine chronische Atemwegserkrankung des Komplizen Whittock ins Spiel und nennen dessen Anwesenheit als Kandidat in derselben Show einen „kompletten Zufall“.
Trotz monatelanger Ermittlungen hat die Anklage nicht klären können, wie Tecwen Whittock an die richtigen Antworten gekommen sein soll. Die Polizei und das Gericht haben zwei unterschiedliche Produktionen der ursprünglichen Aufnahmen bekommen, bei denen die Produktionsgesellschaft jeweils selbst die verschiedenen Tonspuren eingespielt hat. Dadurch konnte jedes Husten aus dem Publikum beliebig betont bzw. aus- oder eingeblendet werden.
Der Dramatiker James Graham adaptierte die Geschichte für ein Bühnenstück, das im November 2017 am Minerva Theatre in Chichester uraufgeführt wurde. Graham nannte die Geschichte von Mittelklasseleuten, die versuchen, eine Million Pfund mit Fragen und Husten zu stehlen, das „britischste Verbrechen aller Zeiten“ und versuchte dieses in einen Thriller im Stil von Ocean’s Eleven zu verpacken. Nach positiven Kritiken feierte Quiz im März 2018 seine Premiere am Noël Coward Theatre am Londoner West End. Eine Besonderheit der Aufführung ist, dass das Publikum zweimal dazu aufgerufen wird, via Keypad über Ingrams Schuld abzustimmen. Charles Ingram selbst, der aus gesetzlichen Gründen nicht an der Produktion beteiligt sein durfte, lobte das Stück in höchsten Tönen und freute sich, den Fall „zurück im Rampenlicht“ zu sehen. Moderator Chris Tarrant warnte in einem Interview mit der Daily Mail hingegen davor, das Stück mit den Fakten zu vermischen, und nannte Ingram „guilty as sin“.
2019 gaben die TV-Sender ITV und AMC bekannt, den Fall gemeinsam in einer britisch-amerikanischen Koproduktion als dreiteilige Miniserie zu verfilmen. Der TV-Dreiteiler wurde 2020 ausgestrahlt und trug wie das Bühnenstück den Titel Quiz. 2022 wurde er auch im deutschen Fernsehsender One ausgestrahlt.

## Bibliografie
- The Network. Book Guild Publishing Ltd., London 2006, ISBN 978-1-84624-002-7, 728 S.
- Deep Siege. Vanguard Press, New York 2007, ISBN 978-1-84386-380-9, 461 S.